# Домбрувка (Ясельський повіт)
Домбрувка (пол. Dąbrówka) — село в Польщі, у гміні Бжиська Ясельського повіту Підкарпатського воєводства.
Населення — 561 особа (2011).
У 1975-1998 роках село належало до Кросненського воєводства.

## Демографія
Демографічна структура станом на 31 березня 2011 року:
|          | Загалом | Допрацездатний вік | Працездатний вік | Постпрацездатний вік |
| -------- | ------- | ------------------ | ---------------- | -------------------- |
| Чоловіки | 288     | 57                 | 207              | 24                   |
| Жінки    | 273     | 61                 | 166              | 46                   |
| Разом    | 561     | 118                | 373              | 70                   |